# Altmärkischer Hausfreund
Der Altmärkische Hausfreund war ein von 1880 bis 1941 in Stendal herausgegebener Almanach.

## Geschichte
Der Almanach enthält einen Kalender mit monatlich zwei Seiten mit kirchlichen Festen und Namenstagen, astronomischen Angaben, Übersichten zu landwirtschaftlichen Tätigkeiten, Witterungsregeln und zu Messen. Der Anhang „Erzählungen zum Kalender“ enthält Kurzgeschichten, Erzählungen, Sprüche und Gedichte der evangelischen Erbauungsliteratur, Sagen aus der Altmark und deren Geschichte, sowie Artikel über das Wirken von Missionaren der Missionsgesellschaft Berlin.
Ein Teil der Einnahmen ging an das 1875 gegründeten Borghardtstift in Stendal, heute bekannt als Borghardt Stiftung.
Die älteste überlieferte Ausgabe stammt vom zweiten Jahrgang für das Jahr 1881 und ist im Stadtarchiv Stendal überliefert.
Die erste Ausgabe im Jahre 1880 umfasste nur 6 Bogen mit 1.500 Stück, 1910 hatte der Kalender eine Auflage von 10.000 Stück und umfasste 12½ Bogen, 1919 waren es dann 17.5000.
Die Hefte haben am oberen linken Rand ein Loch für den Kalendernagel, an dem man das Heft an der Wand aufhängte.
Die letzte Ausgabe trägt den Titel „Christlicher Hausfreund für die Altmark 1941, 62. Jahrgang“.

## Herausgeber
- Carl Ferdinand Nachtigal, Kaufmann und Stadtrat in Stendal (bis 1895), Neffe von Gustav Nachtigal[3]
- Paulus Boy, Pastor in Badingen (1896–1899)
- Louis Lange, Pastor in Salzwedel (1899–1902)
- Hermann Horn, Superintendent in Gardelegen (1903–1907)
- Ernst Georgi, Pastor in Eichstedt (1908–1911)
- Botho Klaehre, Pastor, erst in Meßdorf, später Ahlum (1912–1936)
- Paul Pflanz, Pastor, in Kloster Neuendorf (1937–1941)

## Bekannte Autoren
- Hermann Alberts
- Max Karl Böttcher
- Rudolf von Kalben
- Luise Mewis
- Alfred Pohlmann
- Heinrich Sültmann
- Wilhelm Zahn